# Josué Colmán
David Josué Colmán Escobar (Asunción, 25 juli 1998) is een Paraguayaans voetballer die doorgaans speelt als middenvelder. In januari 2025 verruilde hij Mazatlán voor Querétaro. Colmán maakte in 2022 zijn debuut in het Paraguayaans voetbalelftal.

## Clubcarrière
Colmán speelde in de jeugdopleiding van Cerro Porteño en brak ook door bij die club. Op 5 mei 2016 werd in eigen huis met 0–1 verloren van Club Libertad. Coach Gustavo Morínigo liet Colmán in de eenenzestigste minuut als invaller het veld betreden. Zijn eerste doelpunt viel op 13 augustus 2016, toen op bezoek bij Rubio Ñu met 0– gewonnen werd. Colmán opende na achtendertig minuten de score en tekende negen minuten na rust ook voor de tweede treffer. De Paraguayaan maakte in januari 2018 de overstap naar Orlando City, waar hij voor vijf jaar tekende. Colmán werd in de zomer van 2019 verhuurd aan zijn oude club Cerro Porteño. In januari 2020 keerde de middenvelder op vaste basis terug naar Paraguay, toen Guaraní hem overnam. Anderhalf jaar later verkaste hij naar Mazatlán. In januari 2025 nam competitiegenoot Querétaro hem over.

## Clubstatistieken
| Seizoen | Club            | Competitie          | Competitie | Competitie | Beker | Beker | Internationaal | Internationaal | Totaal | Totaal |
| Seizoen | Club            | Competitie          | Wed.       | Dlp.       | Wed.  | Dlp.  | Wed.           | Dlp.           | Wed.   | Dlp.   |
| ------- | --------------- | ------------------- | ---------- | ---------- | ----- | ----- | -------------- | -------------- | ------ | ------ |
| 2016    | Cerro Porteño   | Liga Paraguaya      | 16         | 3          | 0     | 0     | 7              | 0              | 23     | 3      |
| 2017    | Cerro Porteño   | Liga Paraguaya      | 32         | 1          | 0     | 0     | 2              | 0              | 35     | 1      |
| 2018    | Orlando City    | Major League Soccer | 24         | 1          | 3     | 0     | —              | —              | 27     | 1      |
| 2019    | Orlando City    | Major League Soccer | 8          | 0          | 0     | 0     | —              | —              | 8      | 0      |
| 2019    | → Cerro Porteño | Liga Paraguaya      | 2          | 0          | 0     | 0     | 2              | 0              | 4      | 0      |
| 2020    | → Cerro Porteño | Liga Paraguaya      | 25         | 2          | 0     | 0     | 2              | 0              | 27     | 2      |
| 2021    | Guaraní         | Liga Paraguaya      | 34         | 3          | 0     | 0     | 4              | 0              | 38     | 3      |
| 2022    | Guaraní         | Liga Paraguaya      | 19         | 1          | 0     | 0     | 2              | 1              | 21     | 2      |
| 2022/23 | Mazatlán        | Liga MX             | 25         | 0          | 0     | 0     | —              | —              | 25     | 0      |
| 2023/24 | Mazatlán        | Liga MX             | 26         | 3          | 0     | 0     | 3              | 1              | 29     | 4      |
| 2024/25 | Mazatlán        | Liga MX             | 15         | 2          | 0     | 0     | 4              | 0              | 19     | 2      |
| 2024/25 | Querétaro       | Liga MX             | 11         | 0          | 0     | 0     | —              | —              | 11     | 0      |
| Totaal  | Totaal          | Totaal              | 237        | 16         | 3     | 0     | 26             | 2              | 266    | 18     |

Bijgewerkt op 11 maart 2025.

## Interlandcarrière
Colmán maakte zijn debuut in het Paraguayaans voetbalelftal op 24 maart 2022, toen een kwalificatiewedstrijd voor het WK 2022 gespeeld werd tegen Ecuador. Namens Paraguay scoorden Robert Morales en Miguel Almirón en maakte Piero Hincapié een eigen doelpunt. De tegentreffer kwam van Jordy Caicedo, waardoor Paraguay 3–1 won. Colmán moest van bondscoach Guillermo Barros Schelotto op de reservebank starten en hij mocht in de zevenenzeventigste minuut invallen voor Julio Enciso. De andere debutanten dit duel waren McKennie (Schalke 04) en Cameron Carter-Vickers (Sheffield United).
| Interlands van Josué Colmán voor Paraguay | Interlands van Josué Colmán voor Paraguay | Interlands van Josué Colmán voor Paraguay | Interlands van Josué Colmán voor Paraguay | Interlands van Josué Colmán voor Paraguay | Interlands van Josué Colmán voor Paraguay | Interlands van Josué Colmán voor Paraguay |
| №                                         | Datum                                     | Wedstrijd                                 | Uitslag                                   | Competitie                                | Goals                                     |                                           |
| Als speler bij Guaraní                    | Als speler bij Guaraní                    | Als speler bij Guaraní                    | Als speler bij Guaraní                    | Als speler bij Guaraní                    | Als speler bij Guaraní                    | Als speler bij Guaraní                    |
| ----------------------------------------- | ----------------------------------------- | ----------------------------------------- | ----------------------------------------- | ----------------------------------------- | ----------------------------------------- | ----------------------------------------- |
| 1                                         | 24 maart 2022                             | Paraguay – Ecuador                        | 3 – 1                                     | WK 2022 kwalificatie                      |                                           |                                           |
| 2                                         | 29 maart 2022                             | Peru – Paraguay                           | 2 – 0                                     | WK 2022 kwalificatie                      |                                           |                                           |

Bijgewerkt op 11 maart 2025.